# قبض، قبض، قبض
«قبض، قبض، قبض» (به انگلیسی: Bills, Bills, Bills) تک‌آهنگی از دستینیز چایلد است.
این تک‌آهنگ در چارت‌های فلاندرز جزو ده ترانه اول قرار گرفت.